# Hanumanthapura, Bhadravati
Hanumanthapura là một làng thuộc tehsil Bhadravati, huyện Shimoga, bang Karnataka, Ấn Độ.